# Andrzej Kostenko
Pour les articles homonymes, voir Kostenko.
Andrzej Kostenko, né le 24 juin 1936 à Lódz et mort le 1er juin 2024, est un réalisateur, scénariste, directeur de la photographie et acteur polonais. 
Formé à l'École nationale de cinéma de Łódź, il est notamment connu pour ses collaborations avec Jerzy Skolimowski.

## Biographie
Andrzej Kostenko commence par échouer aux examens d'entrée de l'École nationale de cinéma de Łódź. Il travaille alors comme électricien dans un studio. C'est là que le réalisateur Jerzy Passendorfer le remarque et lui propose de jouer dans son film Zamach. Il est ensuite entré à l'école de Łódź pour devenir directeur de la photographie. Il y rencontre Jerzy Skolimowski, entré un peu après lui, et Roman Polanski, avec qui il devient ami.
Durant sa carrière, Kostenko travaille aussi bien comme scénariste que comme chef opérateur ou comme acteur, souhaitant avant tout s'amuser, inventer des choses et « faire partie d'un groupe. »
Kostenko est très impressionné par le premier film de Skolimowski, Signe particulier : néant, tourné entièrement, par morceaux, à l'école de Łódź, et par les qualités de poète du réalisateur. Il participe au scénario de La Barrière sur lequel il est assistant-opérateur. Ils tentent ensuite d'écrire ensemble un film intitulé Le Dépotoir, sur une commande de Bronka Riquier, une Belge d'origine polonaise qui souhaite produire un film de Skolimowski. Ils voient vite que ce scénario ne mène à rien, l'histoire étant ennuyeuse, mais ils ne veulent pas abandonner car c'est l'occasion de gagner de l'argent à l'Ouest du rideau de fer ; ils cachent donc à la productrice l'impasse scénariste où ils se trouvent. Bronka Riquier finit par exiger que Skolimowski vienne à Bruxelles afin de lui montrer le scénario. Le réalisateur devant se rendre dans un festival, c'est Kostenko qui ira la rencontrer pour lui dire que le scénario est mauvais et lui proposer une nouvelle histoire écrite en quelques jours avec Skolimowski. Au début très en colère, Bronka Riquier finit par accepter le nouveau scénario qui est celui du Départ. Elle leur accorde un mois pour en terminer l'écriture, en leur demandant de résider à Bruxelles pour terminer le travail et vient chercher chaque jour, par l'entrebaillement de la porte, les nouvelles pages du script que lui tendent les deux hommes. Il fait fonction d'assistant caméra sur le tournage. Le salaire de Kostenko y consiste  en une caravane et se charge de tourner certaines scènes lorsque le chef opérateur quitte le tournage une fois son contrat terminé : il s'agit de séquences où on voit la voiture rouler, de la scène du miroir dans la rue et de celle où le personnage de Marc s'allonge sur les rails d'un tramway qui bifurque au dernier moment.
Il est ensuite coscénariste du film Haut les mains ! qui le touche particulièrement, une grande partie de sa famille ayant péri en camp d'extermination.
Il travaille par la suite sur plusieurs scénarios de Jerzy Skolimowski qui ne seront jamais tournés, notamment lorsque Skolimwoski s'installe aux États-Unis. Skolimowski lui demandera de l'aider au montage de Quatre nuits avec Anna en 2008 où il lui conseille environ 40 minutes de coupes.

## Filmographie

### Comme réalisateur

#### Cinéma
- 1973 : Rewizja osobista
- 1977 : Sam na sam
- 1978 : The Evolution of Snuff
- 2008 : Stary czlowiek i pies

#### Télévision
- 1991 : Joseph Conrad (série télévisée)
- 1993-1994 : Maigret (série télévisée, 2 épisodes) Maigret se défend, La Patience de Maigret
- 1994 : Novacek (série télévisée), épisode Un château en Bohême
- 2000 : Sukces (série télévisée)
- 2004 : Bulionerzy (série télévisée)
- 2006 : Hela w opalach (série télévisée)
- 2007 : Mamuski (série télévisée)
- 2009 : Ojciec Mateusz (série télévisée)

### Comme scénariste

#### Cinéma
- 1967 : Le Départ de Jerzy Skolimowski
- 1967 : Haut les mains ! de Jerzy Skolimowski
- 1973 : Rewizja osobista d'Andrzej Kostenko et Witold Leszczynski
- 1977 : Sam na sam
- 1978 : The Evolution of Snuff

#### Télévision
- 1993-1994 : Maigret (série télévisée, 2 épisodes) Maigret se défend, La Patience de Maigret

### Comme directeur de la photographie

#### Cinéma
- 1959 : Portret mezczyzny z medalem de Witold Leszczynski
- 1961 : Zabawa de Witold Leszczynski (court-métrage)
- 1962 : Les Mammifères de Roman Polanski (court-métrage)
- 1967 : Haut les mains ! de Jerzy Skolimowski
- 1968 : Les Jours de Mathieu (Zywot Mateusza) de Witold Leszczyński
- 1968 : Dialóg 20-40-60 (segment « Les Vingt Ans » réalisé par Jerzy Skolimowski)
- 1968 : Dialóg 20-40-60 (segment « Les Vingt Ans » réalisé par Jerzy Skolimowski)
- 1969 : Qu'est-ce qui fait courir Jacky ? de Witold Leszczynski et Bronka Ricquier (court métrage)
- 1973 : Rewizja osobista d'Andrzej Kostenko et Witold Leszczynski
- 1978 : The Evolution of Snuff

#### Télévision
- 1990 : Las katynski  de Marcel Lozinski (documentaire)
- 1993 : Ostatni lisc (téléfilm)

### Comme acteur
- 1958 :  Téléphonez à ma femme de  Jaroslav Mach
- 1959 : Gdy spadaja anioly de Roman Polanski (court-métrage) non crédité
- 1960 : Zamach de Jerzy Passendorfer
- 1969 : Tout est à vendre d'Andrzej Wajda